# Paolo Sessa (capitano generale)
Paolo Sessa (Milano, 1400 circa – Milano, 1470 circa) è stato un ufficiale e capitano generale italiano.

## Storia
Appartenente alla famiglia aristocratica milanese dei Sessa fu verosimilmente nipote ex fratre dell'omonimo giurisperito Paolo Sessa. Fu capitano generale della Valtellina nel 1428 al servizio del Ducato di Milano e podestà della Valvassina nel 1446.